# Tetrataenium canescens
Tetrataenium canescens är en växtart i släktet Tetrataenium och familjen flockblommiga växter.
Arten är en perenn ört som förekommer i nordöstra Pakistan och i Himalaya. Den beskrevs först som Heracleum canescens av John Lindley 1835, och fick sitt nu gällande namn av Ida Panovna Mandenova 1991.